# Ryan Cochrane (futbolista)
Ryan Cochrane (Portland, Oregón, Estados Unidos, 8 de agosto de 1983) es un exfutbolista estadounidense. Jugó en la posición de defensa.

## Trayectoria
Inició su carrera en La Salle High School y jugó 3 años en la Universidad de Santa Clara desde 2001 hasta 2003.
Debutó en su primer club como jugador profesional con el San Jose Earthquakes desde 2004 hasta 2005. En 2006 jugó con el Houston Dynamo desde 2006 a 2007 que logró ganar la MLS Cup en 2006 y 2007.
En 2011 ficha con el New England Revolution para jugar en la MLS durante la temporada 2011.
A fines de 2012, en diciembre, anuncia su retiro del fútbol.

## Clubes
| Club                   | País           | Año       |
| ---------------------- | -------------- | --------- |
| San Jose Earthquakes   | Estados Unidos | 2004-2005 |
| Houston Dynamo         | Estados Unidos | 2006-2007 |
| San Jose Earthquakes   | Estados Unidos | 2008-2009 |
| Houston Dynamo         | Estados Unidos | 2009-2010 |
| New England Revolution | Estados Unidos | 2011      |
| San Antonio Scorpions  | Estados Unidos | 2012      |